# Ривальта-ді-Торино
Ривальта-ді-Торино (італ. Rivalta di Torino, п'єм. Rivàuta) — муніципалітет в Італії, у регіоні П'ємонт,  метрополійне місто Турин.
Ривальта-ді-Торино розташована на відстані близько 530 км на північний захід від Рима, 14 км на захід від Турина.
Населення — 19 796 осіб (2014).
Щорічний фестиваль відбувається другого понеділка травня. Покровитель — Vittore e Corona.

## Демографія
Населення за роками:

Станом на 1 січня 2023 року в муніципалітеті офіційно проживало 1215 іноземців з 73 країн, серед них 706 громадян країн Євросоюзу та 13 громадян України.

## Сусідні муніципалітети
- Бруїно
- Орбассано
- Пьоссаско
- Риволі
- Сангано
- Вілларбассе
- Вольвера